# Adriana Argalia
Adriana Argalia (Jesi, 1948) è una fotografa e artista italiana.

## Biografia
(Italo Zannier)
Laureata in Lettere Moderne all’Università di Bologna nel 1971, scoprì casualmente la fotografia nei primi anni Settanta, durante il suo lavoro di insegnante di Lettere.
Nel 1980 si trasferì a Firenze per frequentare un corso di Fotografia in via Fiesolana dove entrò in contatto con la Libreria Delle Donne. Grazie alla loro collaborazione cominciò a partecipare ad alcune mostre personali e collettive.
In seguito a questa esperienza, decise di dedicarsi alla fotografia. Le foto in bianco e nero diventarono il suo segno caratteristico. Nel corso degli anni Ottanta l'incontro con Italo Zannier portò l'autrice ad esporre in prestigiosi contesti italiani ed internazionali, tra cui il Diaframma-Canon di Milano, curato da Lanfranco Colombo, con cui stabilì un proficuo rapporto. Importante anche il suo incontro con Mario Giacomelli e, successivamente, quello con Jean-Claude Lemagny, responsabile per le collezioni di fotografia dal 1978 al 1996 alla Biblioteca nazionale di Francia di Parigi.
Nel 2000 Argalia lasciò la pellicola e passò al digitale, scattando immagini sia in bianco e nero che a colori.
Dal 2005 ha preso avvio la sua collaborazione artistica con la Fondazione Pergolesi Spontini di Jesi. I manifesti delle stagioni teatrali della fondazione dal 2006 al 2014 e alcuni volumi con immagini tratte dagli spettacoli lirici e teatrali sono opera di Argalia.
Le opere di Argalia sono presenti in collezioni italiane e internazionali, tra cui la Biblioteca nazionale di Francia, la Benemerita Università autonoma di Puebla in Messico e la Fondazione di Venezia.

## Mostre personali e collettive
- 1981, Firenze, La Libreria delle Donne, Fluisce alla terra il cielo, personale
- 1984, Milano, Galleria Il Diaframma, collettiva
- 1985, Bari, Fiera del Levante, Expo Arte Fotografia, Diaframma-Canon Milano
- 1986, Messico, Objetivo Italia, fotografia contemporanea italiana, Diaframma-Canon Milano
- 1986, Siena, L’Immagine delle Donne, rassegna fotografica europea, Palazzo San Galgano
- 1986, Firenze, Vetrina della Biennale, giovani artisti dell’Area Mediterranea
- 1988, Rubiera-Reggio Emilia, Fotologia: tredici autori, i fotografi di Fotologia 8, a cura di Italo Zannier
- 1991, Siena, Il tempo goduto, Comune di Siena, Provincia di Siena, Regione Toscana  collettiva
- 1992, Milano, 25 anni d’attività della Galleria Il Diaframma-Kodak Cultura, Galleria Diaframma-Kodak
- 1992, Trieste, Topiaria appunti fotografici sul giardino europeo, collettiva
- 1992, Siena, Dentro la città oltre le mura, Comune di Siena, Università degli studi di Siena
- 1994, Fermo, Fermo immagine ’94, Comune di Fermo
- 1994, Bergamo, Diario immaginario di Lanfranco Colombo – Fotografi italiani
- 1997, Spilimbergo–Fotografia, Giovani&Sconosciuti – Aspetti della nuova fotografia italiana
- 2000, Waiblingen–Stoccarda, Fotografen der Partner stadte – Sehen
- 2004, Ancona, Lazzaretto, Fotografie: 1981–2004, personale
- 2006, Erfurt-Francoforte, Biografia per immagini sui luoghi di Gaspare Spontini, Fondazione Pergolesi–Spontini di Jesi, personale
- 2010, Venezia, Il furore delle immagini, fotografia italiana dell’Archivio Italo Zannier, a cura di Denis Curti, Fondazione Bevilacqua-La Masa
- 2011, Stoccolma, Images from Italy, Fotografia italiana dell’Archivio Italo Zannier, a cura di Denis Curti, Fondazione Bevilacqua-La Masa, Venezia

## Pubblicazioni
- 1985 - “Expo Arte”, Fiera del Levante, Bari, Editori Laterza
- 1986 - “Objetivo Italia”, Fotografià Contemporánea Italiana, Universidad Autònoma de Puebla, Universidad Nacional Autònoma de México, Galeria il Diaframma-Canon
- 1986 - “Vetrina  della Biennale”, giovani Artisti dell'Area Mediterranea, a cura della Regione Toscana
- 1987 - “Fotologia  8”, Studi di Storia della Fotografia a cura di Italo Zannier, Fratelli Alinari, Firenze
- 1988 - “L’immagine delle donne”, rassegna fotografica europea, Università degli Studi di Siena, Edizioni Il Leccio
- 1992 - “Topiaria”, ricognizione fotografica sul giardino europeo, presentazione di Bruno Munari
- 1993 - “Segni di luce”, la fotografia italiana contemporanea, III volume, a cura di Italo Zannier
- 1993 - “Dentro la città oltre le mura”, a cura dei Comuni di Siena e Jesi, Università degli Studi di Siena
- 1994 - “Fermo immagine ’94”, a cura del Comune di  Fermo
- 1995 - “Giornale di Fotologia - Speciale Biennale”, Fratelli Alinari, Firenze
- 1997 - “Fotologia 18-19”, Fratelli Alinari, Firenze
- 1999, 2004, 2006, 2010, 2012 - “Primapagina”, periodico di informazione, attualità e cultura di Banca Marche
- 2010 - “Cento intellettuali per le Marche”, a cura di Valentina Conti, Edizioni Affinità elettive
- 2001, 2006, 2010, 2013, 2015 - “Rocca”, rivista della Pro Civitate Christiana  Assisi, articoli di Alberto Pellegrino
- 2004 - “Porthos ribelle nobile disperato“ n. 18 e n. 19 di Sandro Sangiorgi
- 2004, 2005, 2006 - “Foto.It”, Annuario fotografico FIAF
- 2009, 2013 - “Le cento città”, articoli di Alberto Pellegrino
- 2010 - “Il furore delle immagini”, Fotografie dell’Archivio Italo Zannier, a cura di Denis Curti, intervento di Angela Vettese[14], Fondazione Bevilacqua-La Masa, Venezia
- 2011 - “Images  from Italy”, Fotografie dell’Archivio Italo Zannier, a cura di Denis Curti, Marsilio Editori

## Edizioni
- 1998 - Jesi, BNL e Comune di Jesi, Motta Editore, con la presentazione di Italo Zannier e Mario Giacomelli
- 1999 - Fluisce alla terra il cielo, Fondazione Cassa di Risparmio Jesi, edito da Arti Grafiche Jesine, con la presentazione di Jean-Claude Lemagny
- 2005 - Ritratti: orizzonti femminili, a cura della F.I.D.A.P.A
- 2006 - Una m@il dalla luna, Banca Marche con la presentazione di Giovanni Filosa, Alessandra Pigliaru, Alberto Pellegrino
- 2009 - Castelbellino, con la presentazione di Katiuscia Biondi e un breve intervento di Mario Monicelli
- 2012 - Trac!, con la presentazione di Italo Zannier ed un intervento di Gabriella Lalìa
- 2014 - Libràrsi, con la presentazione di Ada Donati